# Религия в Чечне
Религия в Чечне — совокупность религиозных течений, существующих на территории Чеченской Республики. 

## Древняя история
В древние времена чеченские тейпы исповедовали Вайнахское язычество, а также Зороастризм (тукхум мелхий).
Начиная с VII века Арабский халифат пытался закрепиться на территории Кавказа. Исламизации были подвергнуты, в первую очередь, Дагестан и Закавказье. Совершенно новая для кавказцев религия медленно развивалась. В то время как ислам сделался основной религией в Дагестане, в Чечне он практически не был известен, поэтому в те времена среди чеченцев практически не было мусульман. Тем не менее, на территории Чечни находятся надгробные камни VII—VIII веков с аятами из Корана.
О попытках распространения христианства грузинской церковью на территории Чечни свидетельствуют найденные в старинных святилищах псалтыри, написанные буквами грузинского алфавита, на пергаментных листах. Такие артефакты были обнаружены в конце XIX — начале XX веков в храмах Тхаба-Ерды и Маго-Ерды в горной Ингушетии. В это время местные языческие святые получили некоторые черты от наиболее почитаемых христианских святых. Так храм Тамыш-Ерда, построен чеченскими мастерами в честь святого, во многом схожего со святым Георгием. Тем не менее, широкого распространения христианство в Чечне не имело, погребальные обряды, например, оставались чисто языческими. В XIII веке со времени нашествия татаро-монголов грузинская церковь не смогла уже продвигать христианство на Северный Кавказ и её миссионерская деятельность затухла.

## Ислам
Исламизация чеченцев началась в XVI веке с Шейха Берсана. Окончательно чеченские тейпы приняли ислам лишь в 1770-80-х гг. — во время деятельности шейха Мансура. Старейшей в Чечне считается Белгатойская мечеть. Ислам распространился в суфийской версии. Шейх Мансур придерживался тариката накшбандия. Тогда эта религия стала консолидирующим фактором для сопротивления российской экспансии на Кавказе. Ислам воспринимался через призму газзавата, который мюриды вели под руководством своих духовных лидеров, таких как Кази-Мулла и имам Шамиль.
Заметным проповедником ислама в Чечне был шейх Кунта-Хаджи, который привнёс тарикат кадырия и традицию громких зикров (сторонники накшбандии практиковали тихий зикр). Учение Кунта-Хаджи отличал пацифизм. В отличие от имама Шамиля, он призывал не к газзавату, а к прекращению сопротивления российской армии во избежание бессмысленного кровопролития. Пацифизм не спас Кунта-Хаджи от преследований со стороны российской власти (в 1864 году он был арестован), однако его взгляды получили широкое распространение в чеченском обществе, уставшем от Кавказской войны. В целом суфизм благосклонно относился к музыкальным инструментам (барабан, чондарг), пению и почитанию могил умерших шейхов (зиярат, который иногда воспринимается как «культ святых»).
Обострение российско-турецких противоречий оборачивалось религиозными конфликтами на Кавказе и возрождением идеи газзавата (Восстание 1877 года в Чечне и Дагестане). Однако как таковой ислам под запретом не был. В 1908 году в Грозном строится мечеть. Перед Первой мировой войной была построена Новоатагинская соборная мечеть имени Элах-Муллы.
После распада Российской империи на территории Чечни появилась Горская республика, где были приняты нормы шариата. Имам Узун-Хаджи в 1919 году провозгласил создание Эмирата. В условиях победы советской власти одни мусульманские лидеры Чечни разделились на лоялистов (Хизир Орцханов) и повстанцев (Нажмудин Гоцинский).

### Возрождение ислама
В эпоху Перестройки началась «реисламизация». В 1988 году в селе Курчалой появился Исламский институт. В 1991 году было образовано отдельное Духовное управление мусульман Чеченской Республики. Первым муфтием стал Арсанукаев.
В постсоветcкий период возрождение ислама осложнилось проникновением ваххабизма. На волне Первой чеченской войны выходцем из Иордании шейхом Али Фатхи аш-Шишани был основан Исламский джамаат салафи. Другой заметной военизированной организацией ваххабитов стал основанный в 1996 году Арби Бараевым Исламский полк особого назначения. В 1998 году при участии Шамиля Басаева появилась Исламская международная миротворческая бригада, которая поддержала ваххабитский мятеж в Дагестане и спровоцировала Вторую чеченскую войну.
В 1995 году Ахмад Кадыров стал муфтием Чечни. В 1998 году он осудил ваххабизм, а в 2000 году принял сторону российского президента Владимира Путина.
В 2005 году муфтий Чечни Султан Мирзаев объявил газзават терроризму и ваххабизму.

### Исламизация в период руководства Рамзана Кадырова
В 2007 году президентом Чечни был назначен Рамзан Кадыров (сын погибшего от рук террористов муфтия Ахмада Кадырова), который часто выступал в поддержку законов шариата или его отдельных правил. В президентство Кадырова в Грозном были открыты мечеть «Сердце Чечни» (2008), Российский исламский университет, школы хафизов, клиника исламской медицины.
Осенью 2007 года Кадыров потребовал, чтобы все женщины, работающие в госучреждениях, носили головные платки. К концу 2007 года женщины-телеведущие, государственные служащие, преподаватели и сотрудницы офиса омбудсмена надели платок. В 2007 году в школах и университетах без хиджаба стало невозможно посещать учебные занятия. На протяжении 2009 и 2010 годов требование ношения хиджаба распространилось на общественные места, включая развлекательные центры, кинотеатры и так далее. В июле 2009 года критик внедрения исламских норм Наталья Эстемирова была похищена в Грозном и убита.
В 2010 году поступали сообщения, что на улицах Грозного шла охота на чеченок, одетых не по новому дресс-коду. Неизвестные на автомобилях с тонированными стеклами обстреливали их из пейнтбольных ружей краской. Инциденты сопровождались оскорблениями. Кадыров отрицал, что отдавал распоряжение стрелять шариками с краской в женщин, которые нарушают законы шариата.
Политолог Эмиль Паин характеризовал Чеченскую республику при Кадырове как независимое теократическое государство, декларирующее лояльность России, но в реальности готовое и на открытую конфронтацию. 23 февраля 2016 года заместитель председателя Партии народной свободы Илья Яшин презентовал доклад о Кадырове под названием «Угроза национальной безопасности», в котором охарактеризовал существующий в Чечне режим как «квазиисламское государство».. Одним из последствий кадыровской исламизации называют приниженное положение женщин в Чечне, которые обязаны следовать самым жестким нормам шариата, в противном случае рискуя подвергнуться обструкции или насилию. Сам Кадыров одобрительно высказывался об убийствах чести. Правозащитники рассматривают часть из нововведений, установленных распоряжениями Кадырова, как «заново изобретённые традиции», в реальности не существовавшие и в шариате, но освящённые ссылками на него, чтобы оправдать, например, угнетение женщин.
В 2018 году был проведен телефонный опрос среди 600 жителей Чечни, который показал, что:
- 78 % жителей Чечни высказались за изучение шариата в школах, при этом было отмечено, что школьники изучают его вне школы; 56 % высказались за изучение школьниками шариата по желанию (49 % среди жителей 18-29 лет);
- 34 % высказались за установление ислама государственной религией Чечни (40 % жители 18-29 лет), 35 % против (24 % 18-29 лет);
- 26 % высказались за светский суд (20 % 18-29 лет), 43 % высказались за суд по исламским законам (53 % 18-29 лет), 7 % высказались за суд по законам адата;
- 45 % допустили одежду женщин на телевидение без хиджаба (25 % 18-29 лет), 46 % выступили против (65 % 18-29 лет).

Исследование показало, что молодежь республики проявляет бо́льшую религиозность и радикальность во взглядах на религию, склоняется от традиционного исторического ислама в республике к его некой «чистой» форме.
28 февраля 2022 года муфтий Чечни Салах Межиев поддержал вторжение России на Украину и объявил эту войну священной (джихадом)

### Зияраты Чечни
На 2015 год в Чечне официально насчитывается 134 зиярата — места захоронения устазов и авлия, которые являются объектами почитания и паломничества.
К самым известным в Чечне относят следующие зияраты: Хеди — матери Кунта-Хаджи в Веденском районе, Умалт Шейха в селении Сержень-Юрт, Ахбердил Мухаммеда, Солса-Хаджи Яндарова (в Урус-Мартане), Шейха Ибрагима-Хаджи, Рахим-Шейха и Шейха Тоби Идриса (Гойты), Шейха Усман-Хаджи Хантиев-Ахметханова, Шейха Эскерхана-Хаджи, шейха Юсупа-Хаджи (Махкеты), шейха Мухаммада Басханова (Элистанжи).

## Христианство
Поскольку Чечня находится вблизи христианской Грузии, то еще во времена Средних веков сюда начали проникать миссионеры и даже был построен монастырь. В Аргунском ущелье были найдены каменные кресты, особенно много их было обнаружено в Шатойском районе, из чего делается предположение, что прежде принятия ислама некоторые чеченские рода исповедовали христианство.
Православие в Чечне было связано с интеграцией края в состав Российской империи. В 1892 году в Грозном был построен храм Архангела Михаила, причем в советские годы он не закрывался. В годы Чеченских войн пришло временное запустение. Но в 2006 году храм был открыт, а к 2009 году его отремонтировали.
Христианство в Чечне традиционно исповедуют терские казаки. Поскольку в годы Гражданской войны казаки приняли сторону белых, то победившие большевики преследовали христиан за антисоветскую деятельность. В постсоветский период сепаратистские власти не способствовали возрождению христианства. И только в 2018 году в станице Шелковская открылся первый в Чечне православный комплекс с воскресной школой. Много православных живет в Наурском районе.
В царский период в Чечне функционировали приходы католической (Костёл Сердца Иисуса) и армянской церкви.
В настоящее время помимо православных в Чечне имеется небольшая община баптистов.